# غابرييلا كين
غابرييلا كين (بالسويدية: Gabriella Kain) مواليد 25 مارس 1981، هي لاعبة كرة يد سويدية تلعب كحارس مرمى. مثلت منتخب السويد لكرة اليد للسيدات. شاركت في دورة الألعاب الأولمبية الصيفية سنة 2012. حققت المركز الثاني في بطولة أوروبا لكرة اليد للسيدات 2010.

## سجل المنافسة
شاركت في البطولات التالية:
- الألعاب الأولمبية الصيفية 2012
- بطولة العالم لكرة اليد للسيدات 2011
- بطولة أوروبا لكرة اليد للسيدات 2010

## الميداليات
| الميدالية | المسابقة                            |
| --------- | ----------------------------------- |
| فضية      | بطولة أوروبا لكرة اليد للسيدات 2010 |

## روابط خارجية
- غابرييلا كين على موقع أوليمبيديا (الإنجليزية)
- غابرييلا كين على موقع اللجنة الأولمبية السويدية (السويدية)